# Моруццо
Моруццо (італ. Moruzzo) — муніципалітет в Італії, у регіоні Фріулі-Венеція-Джулія,  провінція Удіне.
Моруццо розташоване на відстані близько 480 км на північ від Рима, 80 км на північний захід від Трієста, 11 км на північний захід від Удіне.
Населення — 2449 осіб (2014).
Щорічний фестиваль відбувається 3 липня. Покровитель — San Tommaso.

## Демографія
Населення за роками:

Станом на 1 січня 2023 року в муніципалітеті офіційно проживало 89 іноземців з 23 країн, серед них 46 громадян країн Євросоюзу та 5 громадян України.

## Сусідні муніципалітети
- Коллоредо-ді-Монте-Альбано
- Фаганья
- Мартіньякко
- Паньякко